# Naarden
Naarden er en kommune og en by i Holland i provinsen Nordholland og har en fæstningsværk. 

## Fodnoter
1. ↑  CBS, Statline

- Wikimedia Commons har flere filer relateret til Naarden

52°17′43″N 5°09′44″Ø / 52.2953°N 5.1622°Ø